# Sierra National Airlines
Sierra National Airlines es la aerolínea de bandera de Sierra Leona, tiene su base en el Aeropuerto Internacional de Lungi, en Lungi (Sierra Leona). Efectúa vuelos regulares domésticos, regionales e internacionales, aunque actualmente no se encuentran activas.

## Códigos
- Código IATA: LJ
- Código ICAO: SLA
- Callsign: Selair[1]

## Historia
Sierra Leone Airways fue fundada como aerolínea de bandera de Sierra Leona en 1958 hasta que fue fusionada con West African Airways Corporation. En 1982, el gobierno de Sierra Leona alcanzó un acuerdo con Alia/Royal Jordanian Airlines, y relanzó Sierra Leone Airways como Sierra Leone Airlines. Tras la suspensión de operaciones de Sierra Leone Airlines en 1987, los vuelos desde Freetown fueron retomados el 1 de mayo de 1990 con el nombre actual.
A comienzos de 2004 la aerolínea experimentó algunos problemas con sus ventas y reservas en el Reino Unido que fueron reestructuradas. Los vuelos regulares entre el Aeropuerto de Londres-Gatwick y Aeropuerto Internacional de Lungi, Freetown, se retomaron el 30 de noviembre de 2004.
En octubre de 2004 Gold Coast Aviation (PTY) Ltd., una compañía de aviación con base en Sudáfrica, se propuso tomar las operaciones de Sierra National Airlines (SNA), mantuvo negociaciones con el presidente Kabbah sobre su intención de crear una nueva aerolínea en conjunción con SNA de 19 de noviembre de 2004, sujeto a la aprobación de la comisión nacional de privatización. Tenían intención de operar un Douglas DC-9 en vuelos Freetown - Liberia - Acra - Abiyán, y un vuelo entre Freetown y Johannesburgo. Un Boeing 767 sería utilizado para los vuelos Freetown-Londres, con conexión con otras ciudades en Europa. También intentaron más tarde volar a Dubái con paradas en Banjul y Conakri
A comienzos de 2005 la Dirección de Aeropuertos de Sierra Leona anunció que SNA les debía 800.000 dólares de tasas de aterrizaje, electricidad, alquiler y servicio en tierra y que su negativa a pagar la deuda estaba afectando a sus operaciones. Se ganó el juicio contra la aerolínea pero el gobierno paró el proceso

## Destinos regulares internacionales
En enero de 2005 Sierra National Airlines operaba a los siguientes destinos:
- Londres (Aeropuerto de Londres-Gatwick)
- Ámsterdam (Aeropuerto de Ámsterdam-Schiphol)
- Banjul (Aeropuerto Internacional de Banjul)
- Monrovia (Aeropuerto Internacional Roberts)
- Conakri (Aeropuerto Internacional de Conakri)